# Bisentrate
Bisentrate (Bisentraa in dialetto milanese, AFI: [bizẽˈtrɑː]) è una frazione del comune italiano di Pozzuolo Martesana posta a sud del centro abitato, verso Truccazzano. Costituì un comune autonomo fino al 1869. Nelle sue vicinanze si trova un bacino lacustre artificiale creato al posto di una vecchia cava.

## Storia
Registrato agli atti del 1751 come un villaggio milanese di 148 abitanti, alla proclamazione del Regno d'Italia nel 1805 Bisentrate risultava avere 150 residenti. Nel 1809 un regio decreto di Napoleone determinò la soppressione dell'autonomia municipale per annessione a Pozzuolo, ma il Comune di Bisentrate fu poi ripristinato con il ritorno degli austriaci nel 1816. L'abitato crebbe poi lentamente, tanto che nel 1853 risultò essere popolato da 268 anime, salite a 269 nel 1861. Fu un decreto di Vittorio Emanuele II a decidere la soppressione del municipio, annettendolo a quello di Pozzuolo Martesana riprendendo l'antico modello napoleonico.